# Sant'Antonio di Padova a Circonvallazione Appia (diaconia)
Sant'Antonio di Padova a Circonvallazione Appia (in latino: Diaconia Sancti Antonii Patavini ad Circumitionem Appianam) è una diaconia istituita da papa Benedetto XVI il 18 febbraio 2012. La diaconia insiste sulla chiesa di Sant'Antonio di Padova alla Circonvallazione Appia.

## La chiesa
La chiesa di Sant'Antonio di Padova alla Circonvallazione Appia è una chiesa di Roma, nel quartiere Appio-Latino, in via Circonvallazione Appia, aperta al culto nel 1938.
La chiesa presenta una grande facciata con tre finestre verticali ed un gruppo marmoreo raffigurante Sant'Antonio che soccorre gli orfani. La chiesa è coronata da una cupola affiancata da due campanili terminanti a cuspide. L'interno è a tre navate separate da pilastri, con matronei. La semplice abside è illuminata dalla luce proveniente dalla grande cupola.
La chiesa è parrocchia dal 1º marzo 1988 ed è affidata ai padri Rogazionisti.

## Cronotassi dei titolari
- Julien Ries † (18 febbraio 2012 - 23 febbraio 2013 deceduto)
  - Vacante (2013-2015)
- Karl-Joseph Rauber † (14 febbraio 2015 - 26 marzo 2023 deceduto)
  - Vacante (2023-2024)
- George Jacob Koovakad, dal 7 dicembre 2024